# Lavia (gemeente)
Lavia is een voormalige gemeente in de Finse provincie West-Finland en in de Finse regio Satakunta. De gemeente had een oppervlakte van 319 km2 en telde 2273 inwoners in 2003. 
Op 1 januari 2015 ging de gemeente op in de stad Pori.

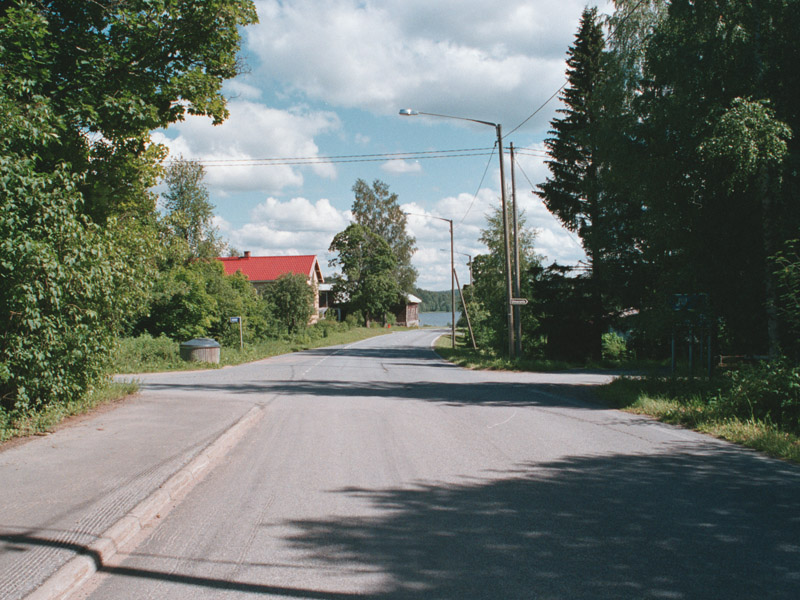
Lavia, straatbeeld

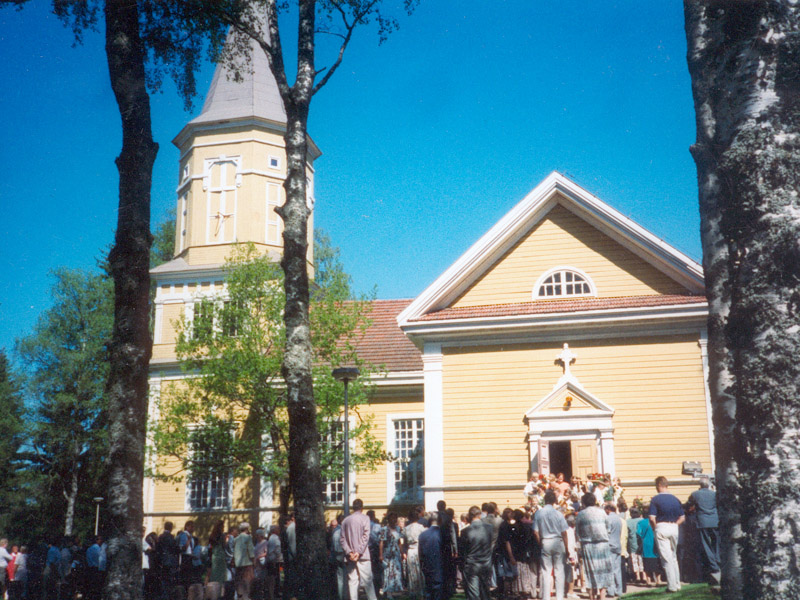
De kerk van Lavia